# Paolo Lombardi (fotografo)
Paolo Lombardi (Siena, 1827 – Siena, 1890) è stato un fotografo italiano.
Fotografo professionista, fu attivo a Siena fin dal 1849 (come egli stesso dichiara nel frontespizio dei suoi cataloghi commerciali), anche se di questo periodo non sono pervenuti dagherrotipi e calotipi. La documentazione di cui disponiamo inizia a partire dal 1855 circa.
È il primo fotografo documentato a Siena ed uno dei primi in Italia, di 3-4 anni precedente ai Fratelli Alinari.
Dopo il 1849 aprì un negozio alla Costarella, a due passi da Piazza del Campo. La sua produzione principale fu quella di ritrattista e di vedutista di Siena e dintorni, ma dedicò particolare attenzione alle opere d'arte senesi, documentate in una raccolta di oltre 3000 negativi. La fama di ritrattista gli procurò la clientela più in vista della città e documentò i costumi delle Contrade, tanto che all'Esposizione provinciale del 1862 vinse un premio.
Partecipò all'Esposizione Universale di Parigi del 1867, alla Fiera mondiale di Vienna del 1873, dove espose fotografie al carbone, e alla Prima Esposizione Fotografica di Firenze del 1887 in cui presentò la riproduzione del pavimento del Duomo di Siena in tavole platinotipiche
. Si trattava del procedimento tecnico sicuramente più costoso dell'intera gamma delle antiche tecniche di stampa ed il risultato finale era tra i più precisi e raffinati poiché venivano usati i sali di platino, i quali però avevano un costo molto elevato. Nel 1867 eseguì anche un celebre ritratto a Giuseppe Garibaldi in visita a Siena, poi accuratamente colorato a mano.
Il figlio Galileo proseguì l'attività paterna, cui seguirono i nipoti. Nel 1914 ai Lombardi subentra il fotografo Ghino Cesarini (1884-1959) fino al 1935, che aveva sposato Bettina Lombardi, quando l'Istituto Luce acquistò l'archivio Lombardi, composto da 3745 lastre per la maggior parte nel formato 20×26 cm e in misura minore nel formato 27×35 cm e 30×40 cm. Una parte importante della produzione fotografica è di proprietà della Fondazione Monte dei Paschi di Siena, grazie alla raccolta di Ferruccio Malandrini e acquisita dalla Fondazione nel 2005.